# 方一蘭
方一蘭（1500年—？年），字世佩，號西皋山人，福建兴化府莆田縣人，軍籍。

## 生平
治《詩經》，由國子生中式嘉靖元年（1522年）壬午科福建鄉試第八名舉人，年二十四歲中式嘉靖二年（1523年）癸未科會試第二十二名，第二甲第二十五名進士。三年授礼部儀制司主事，历升本司员外郎、兵部郎中。十二年（1533年）谪任廣德州同知。

## 家族
曾祖方新，府同知，進階中順大夫。祖父方暻。父方宜賢，知县。母吴氏。具庆下。行二，兄方一桂（同科进士）、弟方一梧。